# Es war einmal … Amerika
Es war einmal … Amerika (französisch Il était une fois… les Amériques) ist eine französische Zeichentrickserie, die 1991 entstand und zu einer Reihe von Serien mit dem Titel Es war einmal … gehört. Es beginnt mit der Landbrücke Beringia und damit mit der Besiedlung Amerikas.

## Produktion und Veröffentlichung
Die Serie wurde produziert vom französischen Studio Procidis unter der Leitung von Albert Barillé. Die Musik komponierte Michel Legrand. Die Ausstrahlungen geschahen wie folgt:
| Land                         | Fernsehsender                              |
| ---------------------------- | ------------------------------------------ |
| Frankreich                   | FR3, Canal+                                |
| Spanien                      | Televisión Española (TVE)                  |
| Deutschland                  | ARD, WDR, SWF, KiKa                        |
| Österreich                   | ORF                                        |
| Italien                      | Italia 1                                   |
| Kanada                       | CBC Television, Télévision de Radio-Canada |
| Schweiz                      | TSR (französisch), RTSI (italienisch)      |
| Indonesien                   | Spacetoon                                  |
| Griechenland                 | ERT                                        |
| Polen                        | Telewizja Polska (TVP)                     |
| Portugal                     | RTP                                        |
| Schweden                     | Sveriges Television (SVT)                  |
| Finnland                     | Yleisradio (YLE)                           |
| Belgien                      | RTBF, BRT                                  |
| Irland                       | RTÉ                                        |
| Vereinigtes Königreich       | Channel 4                                  |
| Island                       | Sjónvarpið (RÚV)                           |
| Ungarn                       | Minimax                                    |
| Vereinigte Arabische Emirate | Spacetoon                                  |

## Episodenliste
Die Serie erzählt die Geschichte der Besiedlung Amerikas, von der Ankunft der ersten Ureinwohner über die Beringstraße bis heute. Erstmals wird hier eine Rahmenhandlung eingeführt, die auch in den nachfolgenden Serien der Reihe Verwendung findet. Der bärtige Maestro erzählt die jeweiligen Geschichten als Großvater im Sessel einer Gruppe von Kindern. In der Folge der Azteken werden die Götter Quetzalcoatl und Tezcatlipoca und deren mythologischer Kampf erwähnt. In der nächsten Folge wird der umstrittene Kontext ausgeführt, dass Montezuma II. von seinem eigenen Volk getötet wird. In der Folge um die Konquistadoren wird Pedro de Alvarado erwähnt, wie er vom Pferd erschlagen wird. In der Folge "Ein Traum geht zu Ende" werden einige Entdeckungsreisen von René Robert Cavelier de la Salle rekapituliert. Mehrmals wird auf die Indianer und deren einzelne Stämme Bezug genommen, u. a. werden der Pfad der Tränen, der Red-Cloud-Krieg und der Vertrag von Fort Laramie 1868 beleuchtet. In der letzten Folge werden der Amerikanische Bürgerkrieg, die Präsidentschaft und das Attentat auf Abraham Lincoln sowie die Bildung des Ku-Klux-Klans aufgezeigt. Des Weiteren wird Einweihung der Freiheitsstatue, die Präsidentschaft von Theodore Roosevelt und Einwanderung in die Vereinigten Staaten dargestellt. Maestro nennt die Vereinigten Staaten ein Vorbild und schließt mit den Worten des Vorspanns ab "(...)denn keiner lebt für sich allein, auf dieser Welt sind wir daheim".
| Nr. | Deutsche Titel                   | Originaltitel                           |
| --- | -------------------------------- | --------------------------------------- |
| 1   | Die ersten Amerikaner            | Les premiers Américains                 |
| 2   | Jäger und Sammler                | Les chasseurs                           |
| 3   | Die Eroberer des hohen Nordens   | Les conquérants du Grand Nord           |
| 4   | Das ersehnte Land                | La Terre Promise                        |
| 5   | Tempel, Städte, Pyramiden        | Les bâtisseurs de Tumulus               |
| 6   | Die Azteken vor der Eroberung    | Les Aztèques avant la conquête          |
| 7   | Der Traum des Christoph Kolumbus | Le rêve obstiné de Cristobal Colon      |
| 8   | Amerika                          | L'Amérique!                             |
| 9   | Cortez und die Azteken           | Cortes et les Aztèques                  |
| 10  | Viva Mexiko!                     | Que viva Mexico!                        |
| 11  | Pizarro und das Reich der Inka   | Pizarre et l'empire Inca                |
| 12  | Jacques Cartier                  | Jacques Cartier                         |
| 13  | Die Zeit der Konquistadoren      | L'époque des conquistadors              |
| 14  | Samuel Champlain                 | Samuel Champlain                        |
| 15  | England und seine Kolonien       | L'Angleterre et ses treize colonies     |
| 16  | Die Indianer im 17. Jahrhundert  | Les Indiens au XVIIème siècle           |
| 17  | Die Indianer im 18. Jahrhundert  | Les Indiens au XVIIIème siècle          |
| 18  | Ein Traum geht zu Ende           | La fin du rêve français                 |
| 19  | Ein neues Land entsteht          | Les treize colonies vers l'indépendance |
| 20  | Der Unabhängigkeitskrieg         | La guerre d'indépendance                |
| 21  | Der Sklavenhandel                | Le bois d'ébène (la traite des Noirs)   |
| 22  | Die Pioniere                     | Les pionniers                           |
| 23  | Simon Bolivar                    | Simon Bolivar                           |
| 24  | Der Goldrausch                   | La ruée vers l'or                       |
| 25  | Das Ende der Indianer            | La fin du peuple indien                 |
| 26  | Die Vereinigten Staaten          | America - America                       |

## Synchronisation
Die Synchronisation erfolgte durch Legard Synchron Berlin. Dialogregie führte Michael Richter; das Dialogbuch stammt von Eberhard Weiß.
| Rolle            | französischer Sprecher | deutscher Sprecher  |
| ---------------- | ---------------------- | ------------------- |
| alter Dickie     |                        | Jörg Döring         |
| alter Pierrot    |                        | Rüdiger Evers       |
| Dicknase         | Sady Rebbot            | Tilo Schmitz        |
| junger Dickie    |                        | Björn Schalla       |
| Maestro Erzähler | Roger Carel            | Heinz-Theo Branding |
| Pierrot          | Olivier Destrez        | Frank Schröder      |
| Zwerg            | Patrick Préjean        | Wilfried Herbst     |
| Pierrette        | Marie-Laure Beneston   |                     |
| Psi              | Marie-Laure Beneston   |                     |

Benjamin Franklin wird von Edgar Ott gesprochen.